# Cold War (film 2012)
Cold War (寒戰) è un film del 2012 diretto da Sunny Luk e Longman Leung
È stato il film di apertura del 17º Busan International Film Festival. 
Ha per protagonisti Aaron Kwok e Tony Leung Ka-fai, con la partecipazione di Andy Lau. È uscito a Hong Kong, Macao e in Cina l'8 novembre 2012. In Italia è stato rilasciato in DVD e BluRay il 25 Agosto 2016.
Il titolo del film, Cold War, fa riferimento ad un'operazione di salvataggio della Polizia di Hong Kong.

## Trama
Due funzionari della polizia di Hong Kong, il giovane Sean Lau e il veterano Waise M.B. Lee hanno un diverso approccio investigativo. Verso la mezzanotte, il quartier generale di polizia riceve una telefonata anonima: un veicolo della polizia e i cinque agenti dell'equipaggio sono scomparsi. I rapitori dimostrano fin dall'inizio una conoscenza approfondita delle procedure di polizia e sono sempre un passo avanti agli investigatori. Per liberare gli ostaggi, i rapitori richiedono la consegna di un lauto riscatto.
I funzionari ben presto si contendono il comando dell'operazione, nome in codice Cold War. Sean Lau vorrebbe negoziare al fine di guadagnare tempo e di rintracciare i rapitori, mentre Waise Lee è più verso un approccio aggressivo e spinge per l'intervento delle forze speciali; il suo unico figlio Joe fa parte degli agenti rapiti. Lee, che è anche l'uomo con più esperienza tra i due, viene nominato direttore generale facente funzioni mentre il direttore generale si trova all'estero in visita ufficiale. Lee dichiara lo stato d'emergenza ma rifiuta di diffondere la notizia tra i cittadini. Viene affrontato da Lau che lo accusa di incapacità di comando e abuso di potere.
Hong Kong si trova ad affrontare una crisi senza precedenti che viene aggravata dal sospetto, sempre più pesante, di una talpa, complice dei rapitori fra i più alti livelli di comando della polizia. Nello stesso momento, entrambi vengono messi sotto inchiesta dalla commissione interna anti-corruzione, dopo che questa ha ricevuto delle informazioni confidenziali da un informatore segreto.

## Personaggi
- Aaron Kwok è Sean K.F. Lau (劉傑輝), Vice Direttore Generale (Direzionale).
- Tony Leung Ka-Fai è Waise M.B. Lee (李文彬), Vice Direttore Generale (Operativo).
- Andy Lau (cameo) è Philip M.W. Luk (陸明華), Security Bureau, Segretario per la Sicurezza.
- Charlie Yeung è Phoenix C.M. Leung (梁紫薇), Sovrintendete Capo, Responsabile per le Pubbliche Relazioni.
- Gordon Lam è Albert C.L. Kwong (鄺智立), Sovrintendente Generale, fazione di Waise Lee.
- Chin Kar-lok è Vincent W.K. Tsui (徐永基), Sovrintendente Generale, fazione di Sean Lau.
- Andy On è Michael Shek, Comandante Special Duties Unit.
- Terence Yin è Man To, Sovrintendente Capo, Direttore dei Sistemi Informatici.
- Grace Huang è May Cheung, Ispettore, segretaria di Sean Lau e Vincent Tsui.
- Aarif Rahman è Billy K.B. Cheung (張國標), Agente dell'Indipendent Commission Anti-Corruption.
- Jeannie Chan è Nicole Chan, Agente dell'ICAC.
- Joyce Cheng è M.Y. Shum, Sergente, Capitano dell'Unità 71.
- Eddie Peng è Joe K.C. Lee (李家俊), Agente membro dell'Unità 71 e unico figlio di Waise Lee.
- Ma Yili è Josie Lau, moglie di Sean Lau.
- J.J. Jia nel ruolo della moglie di Vincent Tsui.
- Alex Tsui Ka-kit è Matthew K.M. Mak, Commissario dell'ICAC.
- Tony Ho Wah-chiu è William Ngai, Direttore della Kowloon Bay New Treasury.
- Michael Wong: Commissario di polizia York H.W. Tsang

## Produzione

### Riprese
Il film è stato girato ad Hong Kong e le riprese sono durate da ottobre a dicembre 2011.

## Distribuzione
- 8 novembre, 2012 – China, Hong Kong, Macau, Malesia, Australia, e Nuova Zelanda
- 15 novembre, 2012 – Singapore
- 16 novembre, 2012 – Taiwan
- 29 novembre, 2012 – Thailandia
- 25 agosto, 2016 – Italia

## Riconoscimenti
- 2013 - Hong Kong Film Awards
  - Miglior attore a Gordon Lam e Tony Leung Ka-fai
  - Miglior regia a Longman Leung e Sunny Luk
  - Miglior sceneggiatura a Longman Leung e Sunny Luk
  - Miglior montaggio a Wong Hoi e Kwong Chi-Leung
  - Miglior fotografia a Jason Kwan e Kenny Tse
  - Miglior colonna sonora a Peter Kam
  - Migliori effetti visivi a a Cecil Cheng
  - Miglior Sound Designer a Kinson Tsang